# Kunie Shishikura
Kunie Shishikura (em japonês:  宍倉 邦枝; Chiba, 13 de julho de 1946) é uma ex-jogadora de voleibol do Japão que competiu nos Jogos Olímpicos de 1968.
Em 1968, ela fez parte da equipe japonesa que conquistou a medalha de prata no torneio olímpico, no qual atuou em sete partidas.